# Benjamín Villegas Basavilbaso
 Benjamín Villegas Basavilbaso (Buenos Aires, 25 de marzo de 1884 - Necochea, provincia de Buenos Aires, Argentina, 16 de agosto de 1967) fue un abogado y ministro de la Corte Suprema de Justicia de Argentina. 
Sus padres fueron Florencio Villegas y Margarita Basavilbaso, y su abuelo paterno, el capitán Benjamín Villegas Dávila.

## Actividad política y docente
Ingresó a la Escuela Naval Militar y egresó en 1905 como guardiamarina; dejó la carrera naval en 1911 y estudió  en la Facultad de Derecho de la Universidad de Buenos Aires, siguió vinculado a la Armada Argentina, desempeñándose como asesor letrado de la Secretaría de Marina y como profesor de historia de la Escuela Naval.
Tuvo algunos cargos políticos: en 1934 ministro del interventor federal en la provincia de San Juan, en 1941 ministro del interventor en la provincia de Buenos Aires, y en 1945 y de nuevo en octubre de 1955, interventor de la Universidad Nacional de La Plata.
Se especializó en Derecho Administrativo y escribió un tratado en 6 tomos sobre la materia, publicado por la Editorial TEA en los años 1949/52, que se considera una obra muy importante en esa disciplina.
Entre 1922 y 1946 fue profesor de derecho administrativo en la Universidad de La Plata, asesor de la comisión que redactó un proyecto de ley de aguas para la provincia de Buenos Aires y miembro de la Comisión de Organización de la Marina Mercante.
Un episodio a destacar es que por haber intervenido en la determinación del valor que el Estado debía pagar por la transferencia de bienes de empresas eléctricas argentinas y compañías derivadas, según la Ley N.º 14793, se le fijó un honorario de cuarenta millones de pesos, que era una suma muy elevada en esa época.

## Su obra como historiador
Le atrajo la investigación histórica, en especial la vinculada con la historia naval argentina, sobre la que publicó numerosas colaboraciones en el "Boletín del Centro Naval” y en otras publicaciones especializadas. Fue miembro de la Sociedad de Historia Argentina, de la Academia Nacional de la Historia de la República Argentina, de la Comisión de Monumentos y Lugares Históricos, miembro fundador de la Academia Nacional de Ciencias de Buenos Aires y de otras instituciones nacionales y extranjeras.

## Actuación judicial
En 1937 fue designado juez en lo criminal correccional de la Capital Federal y en 1944 juez de la Cámara de Apelaciones en lo Criminal y Correccional, cargo al que renunció en 1946.
El presidente de facto Lonardi que había asumido el poder al ser derrocado Juan Domingo Perón lo designó juez de la Corte Suprema de Justicia por decreto del 6 de octubre de 1955 en reemplazo de los integrantes que habían sido removidos por decreto N.º 318 del 4 de octubre de 1955. Juró al igual que los otros nombrados el 7 de octubre del mismo año.
Al asumir el gobierno constitucional encabezado por el presidente Arturo Frondizi renunció al cargo el 8 de mayo de 1958 y fue designado para el mismo puesto, con acuerdo del Senado por decreto N.º 53 del 9 de mayo de 1958; nuevamente juró el 12 de ese mes y fue Alfredo Orgaz fue elegido por los otros miembros como presidente.
Frondizi tuvo en consideración el aumento del número de jueces de la Corte desde que asumiera el poder y el 18 de agosto de 1958 Frondizi consultó oficialmente sobre ello al Tribunal. Por Acuerdo del 25 de ese mes, los jueces respondieron aconsejando que el número de vocales se llevara a nueve, señalando que las 1018 causas que recibían en 1949 se habían elevado a 1997 en 1957 y que a julio de 1958 había 423 expedientes pendientes de resolución y 172 en trámite. Los jueces Orgaz, Villegas Basavilbaso, Oyhanarte y el procurador Lascano consideraban, además,  que el podía remediarse dividiendo el Tribunal en salas y aumentando el número de secretarios. Por su parte el juez Aráoz de Lamadrid consideró que, dado que por Acordada del 1 de agosto de 1958 se había creado una nueva secretaría judicial llevando su número a cuatro, y ocho cargos letrados, era prudente demorar la reforma hasta ver el funcionamiento con las nuevas secretarías.
En los primeros días de febrero de 1960 el Congreso aprobó elevar a 7 el número de integrantes de la Corte y la autorizó a dividirse en salas conforme con el reglamento que debería dictar. Este aspecto de la reforma fue discutido por los juristas pues algunos no lo objetaban y otros consideraron que el Tribunal es único y todos deben opinar en todos los casos. Orgaz, disconforme, presentó su renuncia, la que fue aceptada  por decreto N.º 2258 del 2 de marzo de 1960 y Villegas Basavilbaso fue nombrado Presidente del Tribunal en su reemplazo por acordada del 4 de marzo de 1960, jurando el 4 de ese mes. Cesó por renuncia el 17 de julio de 1964.
Desde fines de 1966 estuvo descansando en la estancia La Negra, en la estación Pieres pero se agravó su estado de salud y fue trasladado a Necochea, donde falleció el 16 de agosto de 1967. Estaba casado con  Ruth Pieres Montero.